# Alfarería en Canarias
La alfarería en Canarias, por su emplazamiento insular en el Atlántico y su vecindad al continente africano, presenta unas señas de identidad únicas y exclusivas en el universo cerámico español. Destacan los focos alfareros de La Atalaya y Hoya de Pineda (en términos de Santa Brígida y Galdar); y los de Artenara y Moya; todos ellos en Gran Canaria. En Tenerife, merece capítulo especial la alfarería guanche, asociada también a la cerámica de otras islas menores del archipiélago, como la producida en El Cercado, en Gomera; El Mojón, en Lanzarote; la primitiva alfarería negra de La Palma; y la alfarería trashumante en Fuerteventura. En su conjunto destaca la mal llamada alfarería femenina, representada en Canarias por las loceras. También se advierte la personalidad tipológica de piezas como el bernegal, el gánigo o el tofio.

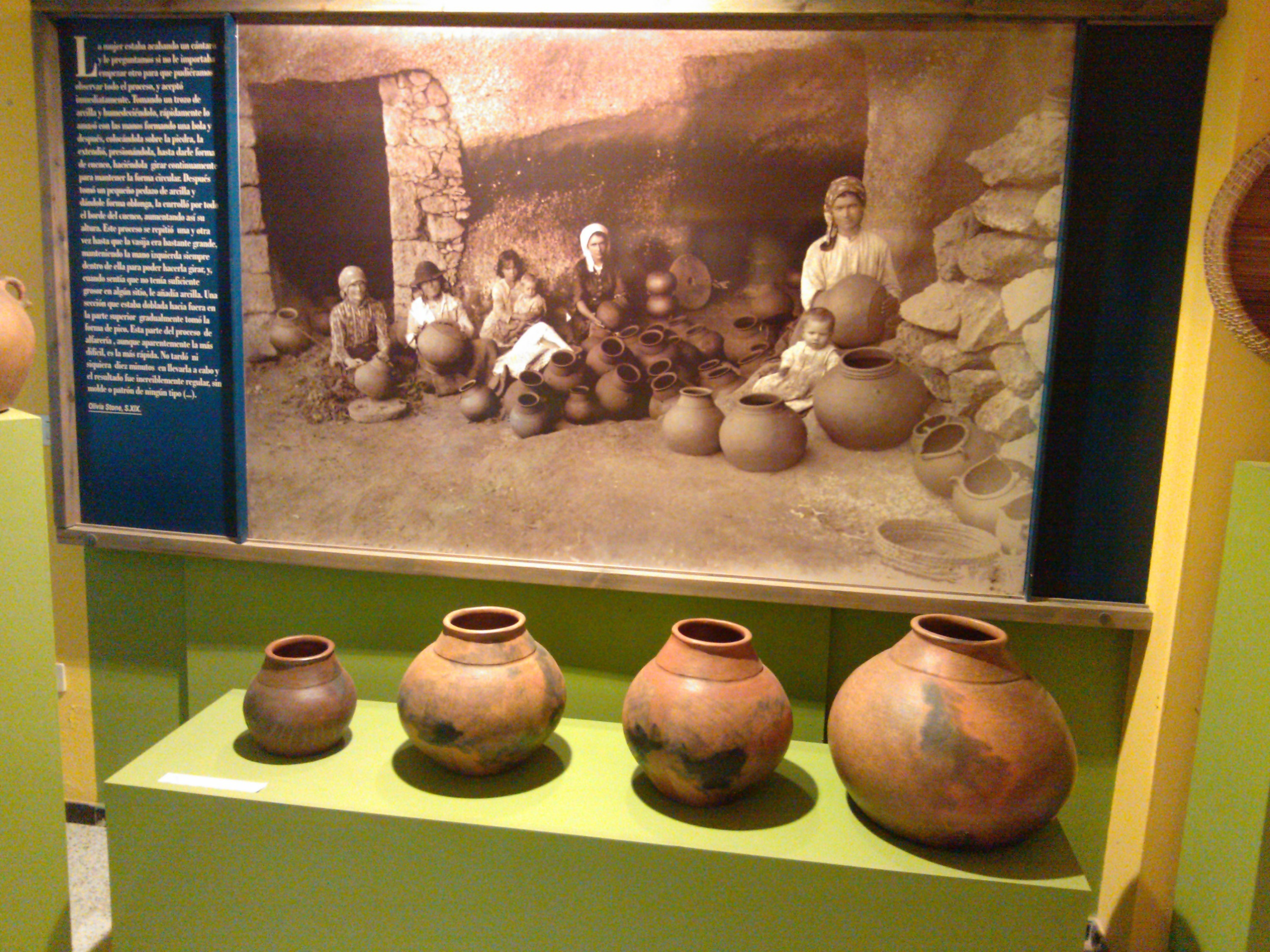
Sala temática del ecomuseo "Casa-Alfar Panchito", en La Atalaya de Santa Brígida (Gran Canaria).

## Características generales
El fotógrafo y antropólogo alemán Wulf Köpke, en uno de los primeros estudios sobre la alfarería canaria, señaló ya un conjunto de características que Natacha Seseña recogería luego en su obra, y que pueden ordenarse así:
1. Alfarería desarrollada y determinada por la necesidad de acarrear y almacenar agua.
2. Arcaísmo de técnicas como el urdido a mano sin torno ni preparación de las arcillas.
3. Primitivas horneras abiertas (hoyos excavados en el suelo y cubiertos con pinaza y tierra) que por influencia de alfareros peninsulares evolucionaron hacia el uso de hornos cubierto de una sola cámara y el tiro por la puerta de carga, más similares al horno de pan que a los tradicionales de cerámica.
4. Alfarería exclusivamente reservada a mujeres y transmitida de madres a hijas, hasta la segunda mitad del siglo veinte. Si bien los hornos evolucionados de tipo árabe pertenecían y eran administrados por hombres.[7]
5. Producción de bernegales, cántaros troncocónicos y esféricos, ollas para leche o suero, lebrillos para amasar el gofio con la miel y tostadores de gofio, millo o café, tallas, braseros y sahumerios.[8][4]

### Gran Canaria
Se han documentado y estudiado por diversos etnógrafos e investigadores focos alfareros con sistemas arcaicos en La Atalaya de Santa Brígida (donde en la década de 1930 trabajaban veinte alfares de loceras), Lugarejos, San Bartolomé de Tirajana, y Moya; y producción continuada hasta el inicio del siglo XXI en Moya y La Atalaya, ya referidas, y en La Degollada (Hoya de Pineda, en el término de Galdar), donde antes de la guerra civil española llegaron a censarse un centenar de loceras.Centros de cerámica más recientes, como los de Tenoya o Guanarteme han desarrollado alfarería para el turismo ajena a la producción canaria original.

### Fuerteventura

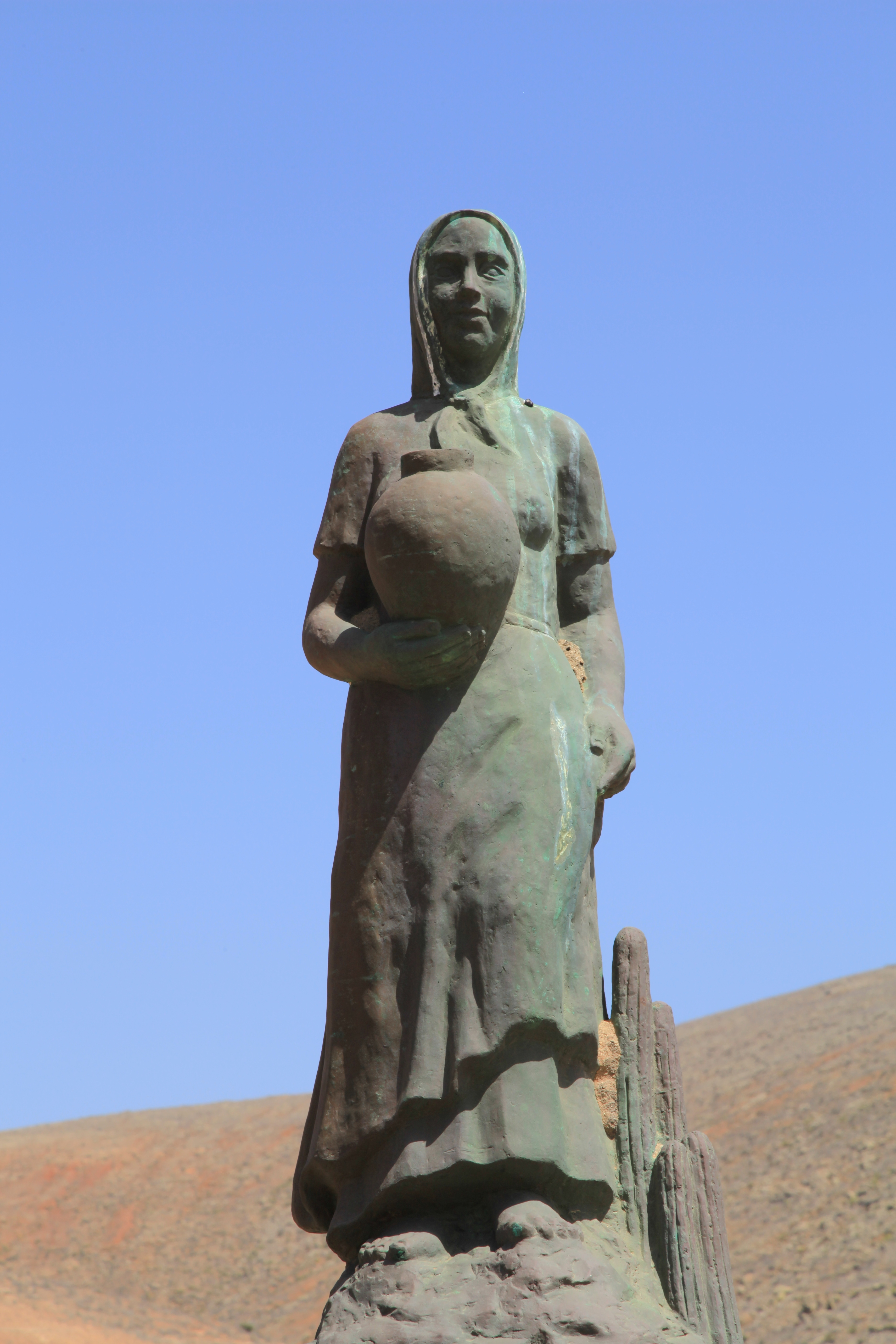
Monumento a la locera majorera en Betancuria.

En Fuerteventura y La Palma se desarrolló un modelo de alfar trashumante, encarnado en las loceras majoreras que se desplazaban de un caserío al siguiente, armando las barreras en cada parada y creando las piezas por encargo directo. Inmortalizadas luego en recuerdos monumentales, quedaron en la memoria de esta isla las mujeres de la familia Brito: Salomé Brito (decana de la isla) y Eloísa Brito, fallecida en Tenerife en 1981, y la locera Josefa Acosta Rodríguez ("Fefita"), nuera de Salomé; así como, en la vecina Tindaya, Juana María Montelongo Reyes, alumna y familia de "Fefita".

### Lanzarote
Más allá de la cerámica primitiva recogida en los museos, la actividad alfarera en Lanzarote se concentró en El Mojón, hasta que al inicio del siglo XX,  madre de Dorotea de Armas Curbelo ("Cha Dorotea", última locera), se trasladó al vecino pueblo de Muñique. Allí continuaron artesanos como Marcial de León Barrios y Teresa Morales Robayna o la familia Brito y María Rosario Armas, ya desde sus talleres en Arrecife.

### Tenerife
En la isla del Teide funcionaron talleres en La Victoria de Acentejo, Candelaria, El Sauzal y el barrio de San Benito en La Laguna.

### Gomera
Seseña anota la existencia de siete alfares en La Gomera desaparecidos en el transcurso del siglo veinte: Alajeró, Arure, Benchijigua, Chipude, El Gato, Erque y La Fortaleza. El foco más activo e importante ha sido El Cercado, donde se han documentado cinco talleres de loceras, desarrollando técnicas precolombinas.

### La Palma
La guía de Vossen, Seseña y Köpke registra alfarería activa en Villa de Mazo.